# Darazac
Darazac är en kommun i departementet Corrèze i regionen Nouvelle-Aquitaine i de centrala delarna av Frankrike. Kommunen ligger  i kantonen Saint-Privat som tillhör arrondissementet Tulle. År 2022 hade Darazac 144 invånare.

## Befolkningsutveckling
Antalet invånare i kommunen Darazac
Referens:INSEE